# BUMP OF CHICKEN TOUR ホームシック衛星2024 at Ariake Arena
『BUMP OF CHICKEN TOUR ホームシック衛星2024 at Ariake Arena』（バンプオブチキン ツアー ホームシックえいせい2024 アット ありあけアリーナ）は、BUMP OF CHICKENのライブ映像作品。2025年2月10日にトイズファクトリーより発売。

## 概要
BUMP OF CHICKENが2008年に開催したツアー「ホームシック衛星」のリバイバル公演として2024年2月11日から同年4月25日にかけて開催された「BUMP OF CHICKEN TOUR ホームシック衛星2024」より、4月24日の有明アリーナ公演の模様をアンコール含めて完全映像化したものである。
TOY'S STORE限定でのリリースであり、ライブ映像を収録したBlu-rayに加え、LIVE CD、グッズ4種、ブックレット4種も同梱される。

## 収録曲
全曲が付属のLIVE CDにも収録されている。
1. 星の鳥
2. メーデー
3. 才悩人応援歌
4. ダイヤモンド
5. ハルジオン
6. ハンマーソングと痛みの塔
7. プラネタリウム
8. 花の名
9. arrows
10. 東京賛歌
11. 真っ赤な空を見ただろうか
12. かさぶたぶたぶ
13. アリア
14. 天体観測
15. 銀河鉄道
16. supernova
17. 星の鳥 reprise
18. カルマ
19. Voyager,flyby
20. 涙のふるさと（アンコール）
21. リトルブレイバー（アンコール）